# Терон, Дани
Даниэль Йоханнес Стефанус (Дани) Терон (африк. Daniël Johannes Stephanus (Danie) Theron; 9 мая 1872, Тюлбаг — 5 сентября 1900, Гатсран, Трансвааль) — бурский офицер-разведчик, герой Второй англо-бурской войны. Двоюродный прадед актрисы Шарлиз Терон.

## Мирная жизнь
Дани Терон был 9-м из 15 детей Виллема Ваутера Терона и Анны Хелены Маргареты Криге. 13-м ребёнком в семье был Чарльз, позже назвавший в честь Дани своего сына, деда актрисы Шарлиз Терон. Капские Тероны вели родословную от француза-гугенота Жака Терона, переселившегося на юг Африки на рубеже XVII—XVIII веков. Дани родился на юго-западе Капской колонии, но в 10 лет перебрался в Бетлехем (Оранжевое Свободное Государство), где его воспитывал старший сводный брат. В подростковом возрасте Терон ещё несколько раз переезжал, в 1889 году он получил в Кейптауне диплом школьного учителя. Он преподавал в районе Нойтгедахта и Саутпансберга, пока в 1893 году не устроился работать клерком в юридическую фирму Питерсбурга. Через год Дани принял участие в войне с аборигенами, после чего получил гражданство Трансвааля. В 1897 году Терон с высшим баллом сдал экзамен на юриста, после чего основал свою фирму в Крюгерсдорп.

## Участие во Второй англо-бурской войне
Терон отличался взрывным характером, что, вкупе с большим патриотизмом, привело его в начале 1899 года под суд. Он напал на недавно приехавшего в Трансвааль корреспондента газеты The Star В. Ф. Манипенни (W. F. Monypenny), написавшего уничижительную статью о бурах. Дело получило широкую огласку, Дани был в итоге оштрафован на 20 фунтов, которые сразу же выплатили зрители в зале суда. Близость войны считалась неизбежной, и Терон обратился к Питу Жуберу с просьбой о создании нового соединения, экипированного велосипедами. Главным аргументом было стремление уберечь лошадей от боевых действий. Трансваальский комитет решил дать ответ на запрос по результатам 75-километровой гонки, проведённой между всадником и велосипедистом, соратником Терона Косом Йосте. Йосте приехал первым, и Терону разрешили приступить к созданию велосипедного корпуса, выполнявшего курьерские и разведывательные функции (Wielrijders Rapportgangers Corps). Корпус состоял из 108 мужчин, разделённых на 7 взводов. Их вооружение состояло из револьера и, иногда, лёгкой винтовки. В сентябре 1899 года обучение корпуса было завершено, и взводы были разосланы на места дислокаций, в Ватерберг, Саутпансберг, Лихтенбург, Ваккерстром, Врихейд, Зееруст и Блумфонтейн.
В октябре началась война, и части велосипедного корпуса хорошо проявили себя в локальных боях. В феврале 1900 года Терон находился при войсках Христиана Де Вета, когда они подошли к Пардебергу. Войска Пита Кронье были окружены, и Де Вет намеревался помочь прорыву. Он послал к Кронье через британское оцепление Терона, считавшегося асом полевой разведки, но генерал не согласился с предложенным планом. 27 февраля Дани, с окровавленными от ползания ногами, вернулся к Де Вету, и в тот же день тысячи буров Кронье сдались. В марте Де Вет назначил Терона командиром нового соединения, известного как Разведывательный корпус Терона (Theron se Verkenningskorps, TVK). Тот набрал около 80 всадников из обеих бурских республик, и следующие месяцы те успешно занимались разведкой и партизанскими набегами. Сам Терон продолжал также ходить в одиночную разведку, где на нейтральной полосе дважды вступал в перестрелку с Фредериком Расселом Бёрнхемом, главой разведки фельдмаршала Фредерика Робертса.
Корпус Терона быстро добился успехов. На Глен-Сайдинг его бойцы взорвали железнодорожный мост и взяли в плен четырёх британских офицеров. 29 марта состоялась битва при Каре-Сайдинг, где Терон и 17 его партизан отвлекли от основных событий авангард генерала Такера из 400 человек. По итогам боя буры отступили к Блумфонтейну, но британцы понесли бо́льшие потери. 7 апреля фельдмаршал Робертс назвал Терона «тяжелейшей занозой в теле британского прогресса» и пообещал тысячу фунтов за его голову. 2 июня, после ряда поражений, буры созвали военный совет в Претории, где Дани высказался категорически против заключения мира. Через месяц в бою при Бакен-Коп корпус Терона захватил 3 британских орудия, перебив их расчеты. 19 июля 4-тысячный корпус генерала Бродвуда атаковал отряд Терона, который потерял 8 человек убитыми. Через 2 дня бойцы Дани напали на британский поезд недалеко от станции Хёнингспрёйт, взяв в плен 102 валлийских фузилёра. На следующий день Де Вет присвоил капитану Терону звание комманданта.
3 августа отряд Терона остановил британский поезд с американским консулом Стоу. Дани обвинил американца в попытке спрятать в своём вагоне неприятельских разведчиков и арестовал четырёх британских офицеров. Через несколько дней отступавшие по Магалисбергу войска Де Вета подвергались нападению авангарда генерала Метьюэна. Буры рисковали потерять в холмах артиллерию, но Терону с 14 бойцами удалось отразить атаки. 22 августа Терон и 10 партизан ворвались в оккупированный Родепорт и разграбили железнодорожную станцию. Через 4 дня отряд Дани атаковал Клип-Ривир-Яил около Йоханнесбурга и освободил 69 буров, большинство которых присоединились к нему. 31 августа корпус Терона захватил поезд и 30 пленных на станции Клип-Ривир. 5 сентября, планируя нападение на британскую колонну, Дани ушёл в одиночную разведку. Столкнувшись с всадниками, он вступил в перестрелку на холме Гатсран (в 6 километрах севернее современного Фошвилла), предположительно пытаясь изобразить нахождение в том месте бурского отряда. Британцы запросили артиллерийскую поддержку, и Терон погиб под залпами семи орудий.
15 сентября буры эксгумировали тело Дани, перезахоронив на семейном кладбище живших недалеко Пинаров. После войны в марте 1903 года тело Терона было снова перенесено и погребено рядом с его покойной невестой, Ханни Нетлинг, на ферме её отца у Клип-Ривер.

## Память
Капитан Терон стал известен еще перед войной, когда победил г-на Манипенни, известного журналиста, а в последнее время добавил к своей репутации славу храбреца, прекрасно проявив себя в то время, когда Кронье был окружен в Паарденберге. Он был худым, крепким мужчиной приблизительно двадцати шести лет, смуглым и вспыльчивым, и хотя я никогда не видел его улыбки, его люди преклонялись перед ним из-за его храбрости и лидерских качеств.
— Денейс Рейц

Он был, без сомнения, одним из лучших разведчиков бурской нации. Он неоднократно проходил в наши линии и получал наиболее ценную информацию. Снова и снова он отсекал наших разведчиков и патрули, разорял наши склады и делал всё для блестящей службы своему народу.
Оригинальный текст (англ.)He was, without doubt, one of the finest scouts the Boer nation produced. He repeatedly entered our lines and obtained most valuable information. Again and again he cut off our scouts and patrols, raided our stock, and did all manner of splendid military service for his people.
— Фредерик Рассел Бёрнхем

Дани Терон погиб! Заменить его кем-либо другим было очень трудно: милых и храбрых людей, подобных ему, на свете, конечно много; но найти человека, совмещавшего, подобно ему, в своей одной личности такую массу качеств, — мудрено. Вместе с храбростью он обладал военною сметкою и необычайною энергией. Когда он приказывал, или хотел чего-нибудь, то его желание неминуемо исполнялось во что бы то ни стало; «либо согнуть, либо сломать» — был его девиз. Как воин, Дани Терон отвечал самым строгим требованиям.
— Христиан Де Вет
28 декабря 1907 года генералы Луис Бота и Ян Смэтс открыли монумент Терону у Почефструма (недалеко от Фошвилла). Другой монумент в сентябре 1950 года был открыт в местности гибели бура, у дороги между Почефструмом и Йоханнесбургом. 6 марта 2002 года, в 130-й день рождения Терона, ему был установлен памятник в Претории. Присутствовавший на церемонии Нельсон Мандела произнёс речь на африкаанс.
Одна из начальных школ Карлтонвилла носит имя Терона, а именно Laer Gedenkskool Danie Theron. Южно-африканская школа военной разведки также названа в честь Терона. В 1970 году была учреждена медаль Дани Терона, которой награждаются за усердную службу в рядах южноафриканской армии (стаж не менее 10 лет).